# La Siesta (película de 1976)
La Siesta es una película de horror dramático erótica de 1976 dirigida y coescrita por Jorge Grau. Encuadrada dentro de la Nueva Ola Española cinematográfica está protagonizada por Ovidi Montllor, Vicente Parra, José Lifante, María Jesús Sirvent, Marisa Porcel, Pedro Mari Sánchez y Manuel Guitián en sus papeles principales. La película abordó temas controvertidos y es considerada uno de los últimos ejemplos asociados al Nuevo cine Español cuya finalización se vincula a la finalización de la Dictadura de Francisco Franco y la desaparición de la censura cinematográfica.
Producida por José Frade, como otras películas de Grau como El Secreto Inconfesable De Un Chico Bien, El Gran Éxito, La Trastienda o Cartas De Amor De Una Monja, La Siesta fue un estrepitoso fracaso comercial, pero hoy es considerada un clásico de culto del cine español y del cine español de horror.

## Sinopsis
Calixto es el técnico en televisores de un pequeño pueblo del Levante español. Bajo la apariencia de una vida sencilla y tranquila entre sus habitantes se esconden las pasiones más turbias. A la hora de la siesta, cuando todo el mundo está trabajando, recibe avisos de las mujeres que se quedan en casa y mantiene relaciones sexuales con ellas. Pero un día sus maridos se enteran y entonces deciden emprender una macabra venganza contra Calixto, empezando por violar a su esposa y acabando por matarlo y servirlo cocinado.

## Reparto
- Ovidi Montllor - Calixto
- Vicente Parra - Luis
- María Jesús Sirvent - Natalia
- José Lifante - Jacinto
- Romy - Ana
- Marisa Porcel - Pili
- Pedro Mari Sánchez - Rodri
- Manuel Pereiro - Josele
- Aurora De Alba - Doña Blanca
- Maruja García Alonso - Doña Teresa
- José Franco - Don Félix
- Manuel Guitián - Don Santos
- Manuel Ayuso - Feliu
- Sonsoles Benedicto - Rosa
- Alfonso Castizo - Serio
- Ketty González - Gorda
- Mari-Neu Grau - Aguedita
- Luis Marín - Neme
- Rosa Redondo - Gordita
- José Sacristán - Roque
- Pepin Salvador - Dueña Casino
- José Segura - Inocencio
- Ana Maria Simón - Inés
- Clotilde Sola - Matilde

## Recepción
La cinta obtiene valoraciones positivas en los portales de información cinematográfica y entre la crítica profesional. Fausto Fernández, en su reportaje "Bocados de realidad. Apuntes de cine caníbal" publicado en la revista Fotogramas, la considera "uno de los títulos más injustamente malditos de la cinematografía nacional. Bajo su aspecto de película erótica (el típico macho ibérico, antenista y chico para cualquier chapuza, que se convierte en el semental de un pequeño pueblo de provincias) y de comedia de cuernos, se esconde una cruel andanada contra la España de la transición". En FilmAffinity obtiene una calificación de 6 sobre 10 con 120 puntuaciones. En IMDb obtiene una valoración de 6,6 sobre 10 computando 45 valoraciones.